# Dan pomirenja
Dan pomirenja (heb. יוֹם כִּפּוּר Yom Kippur) jedan je od najznačajnijih blagdana židovskog kalendara. Dolazi na kraju židovske liturgijske godine.

## Dan pomirenja u Bibliji
O Danu pomirenja svjedoči i Biblija odnosno Levitski zakonik (Lev 16). Slavljenje godišnjeg Dana pomirenja podsjeća narod na grijeh koji ga je odvojio od Boga. Nepokornošću prema njegovim zakonima raskinuli su Savez na Sinaju i bili pod smrtnom osudom. Bog im je u svojoj milosti objavio da će prihvatiti zamjenu - smrt životinje, savršene i bez mane, umjesto smrti prekršitelja.
Samo je za taj blagdan veliki svećenik smio ući u najsvetiji dio Šatora sastanka, kasnije hrama, gdje je bio smješten Kovčeg Saveza, ali prvo je morao primiti oproštenje i očišćenje svojih grijeha. Za žrtvu se prinosio jedan junac, savršen i bez mane, koji je bio određen za svećenika, te dva jarca. Između ta dva jarca bacala se kocka da se odredi koji će biti prinesen kao žrtva, dok je na drugog svećenik polagao ruke kako bi na njega simbolički prenio sve grijehe Izraelskog naroda. Nakon toga taj se jarac odvodio na jedno mjesto u pustinji na kojem su Židovi vjerovali da prebiva demon Azazel, da na to mjesto odnese grijehe Izraela.
U počecima kršćanstva, ponajprije kod judeokršćana, taj blagdan zadobiva novo značenje u kojem Krist kao Veliki svećenik jednom i zauvijek predaje sebe kao žrtvu za otkupljenje grijeha svih ljudi. Tako Kristova žrtva zamjenjuje sve izvanjske žrtve jednom zauvijek. U Novom zavjetu o tome govori posebno Poslanica Hebrejima (Heb 9 i 10).

## U povijesti
Na Dan pomirenja 1973. godine, Egipat i Sirija iznenada su napali Izrael pa se na taj dan Židovi prisjećaju žrtava tog rata.

## Obilježavanje blagdana danas
Danas Židovi na Dan pomirenja ne prinose životinjske žrtve, već se oblače u bijelo i ne nose kožne cipele što je znak da su, slično kao anđeli, očišćeni od grijeha. Yom Kippur gotovo je za sve Židove svet pa čak i za neke židovske ateiste. Sedamdeset posto židova u Izraelu posti na Dan pomirenja i gotovo isto toliko ih odlazi u sinagogu. Post traje dvadeset i pet sati a riječ je o potpunom postu bez jela i pića. Ujedno je to i dan počinka kad se ništa ne radi. U sinagogama se svira na "šofar" odnosno ovnov rog. Strogo ritualno sviranje na šofar označava završetak deset punih dana između židovske Nove godine i Yom Kippura. Prema židovskoj tradiciji Dan pomirenja nešto je poput Božjeg suda. Taj dan Bog izgovara svoju presudu svakom pojedincu i svatko pokušava pred Bogom iskupiti svoje grijehe.